# Verbalperiphrase
Verbalperiphrase ist ein Begriff aus der Sprachwissenschaft und bezeichnet die Verbindung von zwei oder, in Ausnahmefällen, mehr Verben, die ein einziges, auch semantisch (in der Bedeutung) zusammengehöriges, Prädikat bilden. Hierbei wird mindestens ein Verb zum Hilfsverb (Auxiliar) und hat in der Periphrase (Umschreibung eines Begriffs) nur noch die Funktion, bestimmte grammatische Kategorien wie Zeitform oder Aspekt des Vollverbs anzuzeigen. Viele Sprachen – wie auch das Deutsche – machen bei der Konjugation eines Verbums sowohl von einfachen als auch periphrastischen Formenbildungen Gebrauch. In einigen Sprachen werden bestimmte Verben nur einfach, andere nur periphrastisch konjugiert (vgl. z. B. das Baskische).
Einige Wissenschaftler bezeichnen auch ein Funktionsverbgefüge als Verbalperiphrase.

## Beispiele

### Im Deutschen
Im Satz Er pflegt freitags den Haushalt zu machen. ist pflegen, das in anderen Sätzen eine eigene Bedeutung (= sich um jdn. kümmern, jdn. versorgen) hat, ein Hilfsverb, das dem Ausdruck eines modalen Adverbs dient. So könnte der Satz auch mittels Adverb als gewöhnlich macht er freitags den Haushalt. formuliert werden.
Auch die zusammengesetzten Zeitformen wie Perfekt, Futur und Plusquamperfekt werden im Deutschen „periphrastisch“ gebildet, indem ein ansonsten anderen Funktionen dienender Wortstamm (werden, haben, sein) als Hilfsverb eingesetzt wird. Allerdings spricht man im Zusammenhang von Zeitformen eher von der analytischen Bildung. In einem Perfektsatz wie Er hat sie gesehen. wird die an sich vorhandene Bedeutung des Verbs haben, nämlich die Anzeige eines Besitzes, überhaupt nicht mehr sichtbar. Hier wird  die grammatikalisierte Struktur noch deutlicher als im obigen Beispiel.
Im Vergleich zu anderen Sprachen gibt es im Deutschen, wenn man von den zusammengesetzten Zeitformen absieht, relativ wenige Verbalperiphrasen, sondern es herrscht eine Bevorzugung des adverbialen Registers.

### In anderen Sprachen

#### Spanische Sprache
Im Spanischen existiert eine ganze Reihe an Verbalperiphrasen (sog. perífrasis verbales), die (ebenso wie adverbiale Bestimmungen) zur Präzisierung des lexikalischen Aspekts des Verbs (d. h. Angabe der zeitlichen Begrenzung bzw. des zeitlichen Verlaufs der Handlung) dienen. Diese Verbalkonstruktionen können in Verbindung mit Infinitiv, Partizip oder Gerundium gebildet werden. Auch existiert, vergleichbar zum Englischen, neben dem synthetischen Futur (futuro imperfecto) ebenfalls ein periphrastisches Futur (Bildung mit ir + a + Infinitiv). Beispiele:
- Voy comprendiendo la situación. ‚Allmählich begreife ich die Situation.‘
- No dejan de trabajar en el sol. ‚Sie arbeiten unaufhörlich in der Sonne.‘
- Su nuevo libro lo tiene escrito. ‚Sein neues Buch hat er fertiggeschrieben.‘
- Vamos a comprar un refresco. ‚Wir werden (jetzt) ein Erfrischungsgetränk kaufen.‘

Die meisten romanischen Verbalperiphrasen, hier im Speziellen im Spanischen, werden in der deutschen Sprache typischerweise durch ein Adverb oder ähnlichem wiedergegeben.
- Acabo de decirselo. ‚Ich habe es ihr gerade gesagt.‘
- Se empeñan en comprarlo. ‚Sie wollen es unbedingt kaufen.‘
- Llevo escrito dos libros. ‚Ich habe schon zwei Bücher geschrieben.‘

#### Englische Sprache
Im Englischen z. B. gibt es neben dem analytischen will-Future noch das periphrastische Futur, das mit going to gebildet und zusätzlich das nahe Bevorstehen der zukünftigen Handlung betont. Weiteres Beispiel ist die Periphrase keep doing sth., z. B. im Satz She keeps waiting for the results of her exam. Das Hilfsverb to keep wird nicht in seiner eigentlichen Bedeutung (‚etwas behalten‘) benutzt, sondern drückt eine andauernde Handlung aus, die im Deutschen mit dem Adverb ‚weiter‘, ‚weiterhin’ umschrieben wird: ‚Sie wartet weiterhin auf ihre Prüfungsergebnisse.‘

#### Niederländische Sprache
Im Niederländischen gibt es einige Hilfsverben, mit denen Periphrasen gebildet werden, um den zeitlichen Aspekt näher zu bezeichnen. Man kann diese Hilfsverben in zwei Gruppen unterteilen. Einerseits gibt es die Hilfsverben, die den bevorstehenden Beginn einer Handlung markieren (nur gaan und komen), andererseits solche, die den Fortgang bzw. das Andauern einer Handlung markieren (blijven und zijn sowie Verben, die normalerweise als Vollverb eine Körperhaltung angeben würden: hangen, liggen, lopen, staan und zitten). Die Hilfsverben, die sich von einer Körperhaltung ableiten, benötigen einen Infinitiv mit te ‚zu‘, alle anderen brauchen kein te.
- Het gaat regenen. ‚Es regnet gleich.‘
- Zij komt mee-eten. ‚Sie kommt zum Essen.‘
- Zij blijft zeuren. ‚Sie meckert immer weiter.‘
- Hij loopt te mompelen. ‚Er nuschelt die ganze Zeit.‘